# Zorzines baliensis
Zorzines baliensis là một loài bướm đêm trong họ Noctuidae.